# أورين اولسن
أورين اولسن (بالإنجليزية: Orrin Olsen)‏ هو لاعب كرة قدم أمريكية أمريكي، ولد في 7 يوليو 1953 في لوغان في الولايات المتحدة.

## وصلات خارجية
- أورين اولسن على موقع مرجع كرة القدم المحترفة.كوم (الإنجليزية)